# Бруснице (ручей)
Бруснице (чеш. Brusnice) — ручей в Бржевнове в Праге, протекает по оврагу Елени-Пршикоп. Длина — 4,5 км. Значительная часть забрана в подземный коллектор. Глубокая долина Бруснице в низовьях образовала крутые северные склоны, на которых был основан Пражский Град.
Ручей имеет три основных источника, и все они расположены в непосредственной близости от зданий бржевновского монастыря. Первая из них, источник Войтешка, начинается в саду монастыря под одноимённым павильоном. Он питает пруд Мала Маркета, также называемый Садки.
Второй родник находится примерно на месте бывшего пивоваренного завода, сегодня на склоне холма под улицей Паточкова, этот самый слабый родник почти пересох в 2011 году. Третий, довольно мощный источник находится на восточном фасаде монастыря.
Питает три пруда в районе поместий Кайтанка, Петинка, Шлайферка и Малованка. Другая часть ручья протекает под Мук-Малованкой и улицей Паточкова, на поверхности она появляется в парке Макса-ван-дер-Стула недалеко от десятого бастиона марианских стен.